# Perati
Perati este o localitate din comuna Kobarid, Slovenia, cu o populație de 28 de locuitori.